# Retrato de la familia La Marmora
El retrato de la familia La Marmora (o de la familia Ferrero della Marmora) es una pintura italiana de 1828 conocida por su valor artístico y documental para el período de la Restauración en el reino de Cerdeña.

## Historia

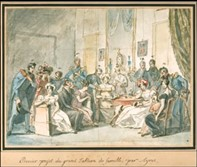
Boceto previo con una composición distinta a la final.

La pintura fue realizada en 1828 por el pintor Pietro Ayres que se había destacado en los círculos cortesanos de Turín. El encargo partió de María Cristina (1787-1851), hija mayor del matrimonio formado por el marqués Celestino Ferrero della Marmora (1754-1805) y Raffaella Argentero di Bersezio (1770-1828), nobles piamonteses. María Cristina estaba en contacto con los círculos artísticos turineses de su época. El cuadro fue precedido por diferentes bocetos, tanto generales como de los distintos retratados, de forma individual. Así mismo Ayres realizó seis bustos al óleo de las mujeres representadas en el retrato grupal de familia.
En 1829 la pintura fue presentada en la Exposición Trienal de Turín, siendo alabada por sus contemporáneos por su riqueza retratística y pictórica.
La obra ha sido expuesta al público en distintos aniversarios de la Unificación italiana:
- En 1911, con motivo del cincuentenario, en la exposición de retratos italianos en Florencia.
- En 1961, con motivo del centenario, en el palacio Carignano de Turín.
- Alrededor de 2011, en distintas exposiciones con motivo del sesquicentenario:
  - En 2009, en "Il Ghetto" de Cagliari, en la exposición: “L’esploratore innamorato. Alberto Ferrero della Marmora e la sua Sardegna” (El explorador enamorado. Alberto Ferrero della Marmora y su Cerdeña).
  - En 2010-2011, en el Palacio Zabarella de Padua, en la exposición: "Il volto dell'Ottocento. Da Canova a Modigliani" (La cara del siglo XIX. De Canova a Modigliani).
  - En 2012, con motivo del aniversario del nacimiento del reino de Italia formó parte de la exposición: "Quattro fratelli nel Risorgimento: i La Marmora dal Piemonte all'Italia" (Cuatro hermanos en el Risorgimento): los La Marmora del Piamonte a Italia).[5]

La obra continúa siendo propiedad de la familia La Marmora y ha sido considerada como uno de los retratos de mayor interés en la Italia decimonónica.

## Descripción
La pintura presenta 16 personajes y un perro en un salón ricamente decorado. Se trata de una obra de las conocidas como piezas de conversación.
La totalidad de los retratados pertenece a la familia La Marmora, distribuyéndose alrededor de la madre, sentada en el centro vestida de verde, Raffaella Argentero di Bersezio (1770-1828), viuda del marqués Celestino Ferrero della Marmora (1754-1805). De izquierda a derecha, se identifican los siguientes personajes, entre los que se encuentran cuatro grandes figuras militares participantes en la Unificación de Italia:
1. Carolina Gianazzo di Pamparato (1805-1860), casada en 1822 con Edoardo.
2. Alessandro La Marmora (1799-1855), octavo de los vástagos del matrimonio formado por el marqués Celestino Ferrero della Marmora (1754-1805) y Raffaella Argentero di Bersezio (1770-1828), fundador de los Bersaglieri.
3. Maria Elisabetta (1790-1871), cuarta de los vástagos del matrimonio citado, casada en 1811 con Maurizio Massel di Caresana (-1821).
4. Ottavio (1806-1868), decimotercer vástago del matrimonio de referencia, funcionario civil.
5. Maria Cristina (1787-1851), primer vástago del matrimonio, casada en 1808 con Enrico Seyssel d’Aix.
6. Edoardo (1800-1875), noveno de los vástagos del referido matrimonio, militar y después, cortesano.
7. Alberto (1789-1863), tercer vástago del matrimonio, explorador, científico y militar.
8. La ya citada Raffaella Argentero di Bersezio (1770-1828), casada con Celestino Ferrero della Marmora (1754-1805).
9. Enrichetta (1793-1847), sexta de los vástagos de la unión referida, soltera.
10. Barbara (1795-1832), séptima de los hijos del referido matrimonio, casada en 1819 con Costantino Barbavara di Gravellona.
11. Paolo Emilio (1803-1830), decimoprimer hijo del matrimonio, militar.
12. Carlo Emanuele La Marmora (1788-1854), segundo de los hijos del matrimonio y primogénito de los varones, militar y político.
13. Ferdinando (1802-1874), décimo de los vástagos del referido enlace, militar.
14. Alfonso La Marmora (1804-1878), duodécimo de los hijos e hijas del matrimonio, destacado militar en la Guerra de Crimea y en la Guerra de la Unificación italiana.
15. Marianna Arborio di Gattinara Sartirana e Breme (1799-1870), casada en 1820 con Carlo Emanuele.
16. Albertina (1823-1890),hija de Carlo Emanuele y de la anterior, contraería matrimonio en 1843 con Giuseppe d’Harcourt.

Además en el óleo aparece retratado un perro de la familia, del que se guarda un boceto preparatorio para esta obra.

### Individuales
1. 1 2  «Pietro Ayres, “The La Marmora Family”, 1828, oil painting on canvas». La Marmora. Consultado el 28 de septiembre de 2022.
2. ↑  Natale, Vittorio (2006). Arti figurative a Biella e a Vercelli: l'Ottocento (en italiano). Eventi & progetti. ISBN 978-88-89280-32-4. Consultado el 29 de septiembre de 2022.
3. ↑  «25». Esposizione pubblica de varii prodotti della nazionale industria, commerciale, ed agricola de'Regii stati di S. M. Sarda: estratto dal Propagatore trimestre Aprile, Maggio e Guigno 1829 (en italiano). Turín: Chirio e Mina. 1829. pp. 11-12. Consultado el 28 de septiembre de 2022.
4. ↑  Turín. «Le esposizioni torinesi». Biblioteche Civiche Torinesi (Turín).
5. ↑  «I La Marmora: fratelli d’Italia - Difesa.it». Ministerio de Defensa (República italiana). Consultado el 28 de septiembre de 2022.
6. ↑  Dragone, P. (2002). Pittori dell'Ottocento in Piemonte: arte e cultura figurativa 1800-1830 (en italiano). UniCredito italiano. Consultado el 29 de septiembre de 2022.
7. ↑  Cavicchioli, Silvia (2004). Famiglia, memoria, mito: i Ferrero della Marmora, 1748-1918 (en italiano). Comitato di Torino dell'Istituto per la storia del Risorgimento italiano. ISBN 978-88-430-3142-9. Consultado el 29 de septiembre de 2022.
8. ↑  Mostra del ritratto italiano: dalla fine del sec. XVI all'anno 1861 : catalogo : Firenze, in Palazzo Vecchio, Marzo-luglio 1911 (en italiano). Comitato per la mostra del ritratto italiano. 1911. p. 32. Consultado el 29 de septiembre de 2022.
9. ↑  L'Ottocento in Italia: le arti sorelle (en italiano). Electa. 2005. ISBN 978-88-370-2732-2. Consultado el 29 de septiembre de 2022.
10. ↑  «Il Cane». La Marmora.